# Autostrada A8 (Romania)
L'autostrada A8, chiamata anche Autostrada Unirii, è un'autostrada che sarà costruita sul l'itinerario Ungheni - Iași - Târgu Frumos - Pașcani - Târgu Neamț - Poiana Largului - Ditrău - Târgu Mureş, dove farà un incrocio con l'autostrada A3. Avrà una lunghezza di 304,2 km, con un costo stimato di 4,07 miliardi di euro.

## Storia
Nel 2007, al fine di scegliere il percorso ottimale, è stato condotto uno studio di pre-fattibilità del valore di 0,8 milioni di euro. Due anni dopo, nel 2009, la National Company of Motorways and National Roads (CNADNR) ha commissionato lo studio di fattibilità su tre sezioni distinte: Târgu Mureș-Ditrău, Ditrău-Târgu Neamț e Târgu Neamț-Iași-Ungheni (per un costo totale di 4 milioni di euro).
La Commissione europea ha accettato nel marzo 2012 l'inclusione nella nuova rete centrale di trasporto transeuropea TEN-T della linea Timisoara-Sebeș-Turda-Târgu-Mureș-Iași-Ungheni.
CNADNR ha messo all'asta nel giugno 2014 il progetto per la revisione e l'aggiornamento dello studio di fattibilità dei tre settori dell'autostrada Târgu Mureș-Iasi.
La Camera dei deputati ha adottato il 7 novembre 2018, con 261 voti "a favore", "due contrari" e cinque astensioni, il disegno di legge sull'approvazione della costruzione dell'autostrada Iași-Târgu Mureș.
Nel dicembre 2021, CNAIR ha effettuato una nuova analisi sul percorso dell'autostrada A8 Târgu Mureș - Iași - Ungheni, che mostra che il progettista ha presentato cinque alternative di percorso tra cui quattro nuove e una versione del 2011, rivista.